# Yves Makabu-Makalambay
Yves Makabu-Makalambay (* 31. Januar 1986 in Brüssel), verkürzt Yves Ma-Kalambay, ist ein kongolesischer ehemaliger Fußballspieler, der auch die belgische Staatsbürgerschaft besitzt. Von 2010 bis 2011 war er in der kongolesischen Nationalmannschaft aktiv.

## Karriere

### Im Verein
Makabu-Makalambay ist Sohn eines Ehepaars aus der Demokratischen Republik Kongo. Zwischen 2002 und 2003 spielte er bei der PSV Eindhoven, kam aber genau wie bei seinen nächsten Stationen, dem FC Chelsea und dem FC Watford, zu dem er auf Leihbasis wechselte, nie zum Einsatz. Im Jahr 2007 wechselte Makabu-Makalambay schließlich zu Hibernian Edinburgh. Bei seinem Debüt für den Verein gegen Heart of Midlothian blieb er ohne Gegentor und wurde auf Dauer zum Stammtorhüter der Hibs. Nach drei Jahren in Schottland wechselte er im Sommer 2010 zu Swansea City in die Football League Championship. Dort kam er allerdings nur in vier Pokalspielen zum Einsatz und wechselte deshalb in sein Geburtsland Belgien, wo er sich dem KV Mechelen anschloss.

### In der Nationalmannschaft
Makabu-Makalambay durchlief diverse Jugendnationalmannschaften. Im Jahr 2008 wurde er ins belgische Fußballteam für die Olympischen Spiele in Peking berufen, kam allerdings nur einmal zum Einsatz, als er für Logan Bailly im Viertelfinale gegen Italien eingewechselt wurde. Später entschied er sich jedoch für die kongolesischen Nationalmannschaft aufzulaufen.